# Răscoala lui Rákóczi
Războiul de independență a lui Rákóczi sau Răscoala curuților a fost un conflict de durată și însemnat între nobilimea maghiară din Regatul Ungariei condusă de Francisc Rákóczi al II-lea și casa de Habsburg între anii 1703 și 1711. Inițiat ca răspuns la represaliile împăratului Leopold I împotriva Ungariei calvine și nobilimii maghiare protestante care au conspirat împotriva stăpânirii austriece, conflictul a căpătat caracteristicile unei veritabile mișcări de independență a Regatului Ungariei și Croației față de coroana austriacă.

## Context

#### Ungaria divizată: stăpânirea habsburgică și turcească
Odată cu căderea Ungariei sub stăpânire otomană după Bătălia de la Mohaci, în vidul de putere după retragerea otomanilor, mica nobilime maghiară în Dieta de la Székesfehérvár l-a ales ca rege al Ungariei pe Voievodul Transilvaniei Ioan Zápolya, în conflict direct cu marea nobilime maghiară - magnații - care îl alege în Dieta de Poszony (Bratislava) pe Ferdinand I, fratele lui Carol al V-lea. Ungaria este împărțită în două, partea apuseană sub control habsburgic, integrată sub coroana austriacă, dar în afara granițelor Sfântului Imperiu și partea răsăriteană sub controlul otomanilor. Șirul conflictelor continuă prin eforturile lui Ferdinand de a-și extinde controlul asupra întregii Ungarii, încurajând o răscoală a sârbilor condusă de Iovan Nenada împotriva lui Zápolya. În 1527 Ferdinand câștigă Bătălia de la Tokaj și apoi șase luni mai târziu cea de la Szina forțându-l pe Zápolya să caute refugiu în Polonia.
În 1529 Zápolya se oferă vasal Sublimei Porți în schimbul sprijinului împotriva austriecilor. Sultanul îl acceptă ca rege al Ungariei și trimite trupe împotriva austriecilor în Primul Asediu al Vienei. Otomanii au fost înfrânți, iar Regatul Ungariei a intrat sub influența otomanilor. Când în 1538 Zapolya semnează untratat secret de pace cu Ferdinand I, la Oradea, acesta nu avea moștenitori, tratatul recunoscând dreptul de moștenire a Regatului Ungariei de către Habsburgi, dar în 1539 se căsătorește cu Isabella Jagellon cu care are un fiu în 1540. Zápolya moare o săptămână mai târziu, fiul său fiind ales de nobilime ca succesor al Coroanei maghiare și Ferdinand I să devină simplu regent pentru mult prea tânărul rege Ioan al II-lea Sigismund Zapolya. Încercarea habsburgilor de a-și afirma autoritatea în Ungaria Răsăriteană a fost înăbușită odată cu căderea Budei sub otomani în 1541 la solicitarea Regentului, Episcopul Oradiei, Gheorghe Martinuzzi, moment care începe dominația de 150 de ani a otomanilor asupra teritoriului maghiar. Când în 1570 Ioan al II-lea Sigismund semnează Tratatul de la Speyer, recunoscând autoritatea lui Maximilian al II-lea, încoronat la Bratislava deja din 1563 ca Rege al Ungariei de către Arhiepiscopul de Esztergom Nicolae Olahus, Ioan Sigismund renunță la pretenția și titlul de Rege al Ungariei și acceptă titlul inferior de Principe al Transilvaniei, astfel punând capăt Regatului Ungariei Răsăritene și stabilește Principatul Transilvaniei ca entitate autonomă cu clasa conducătoare maghiară.

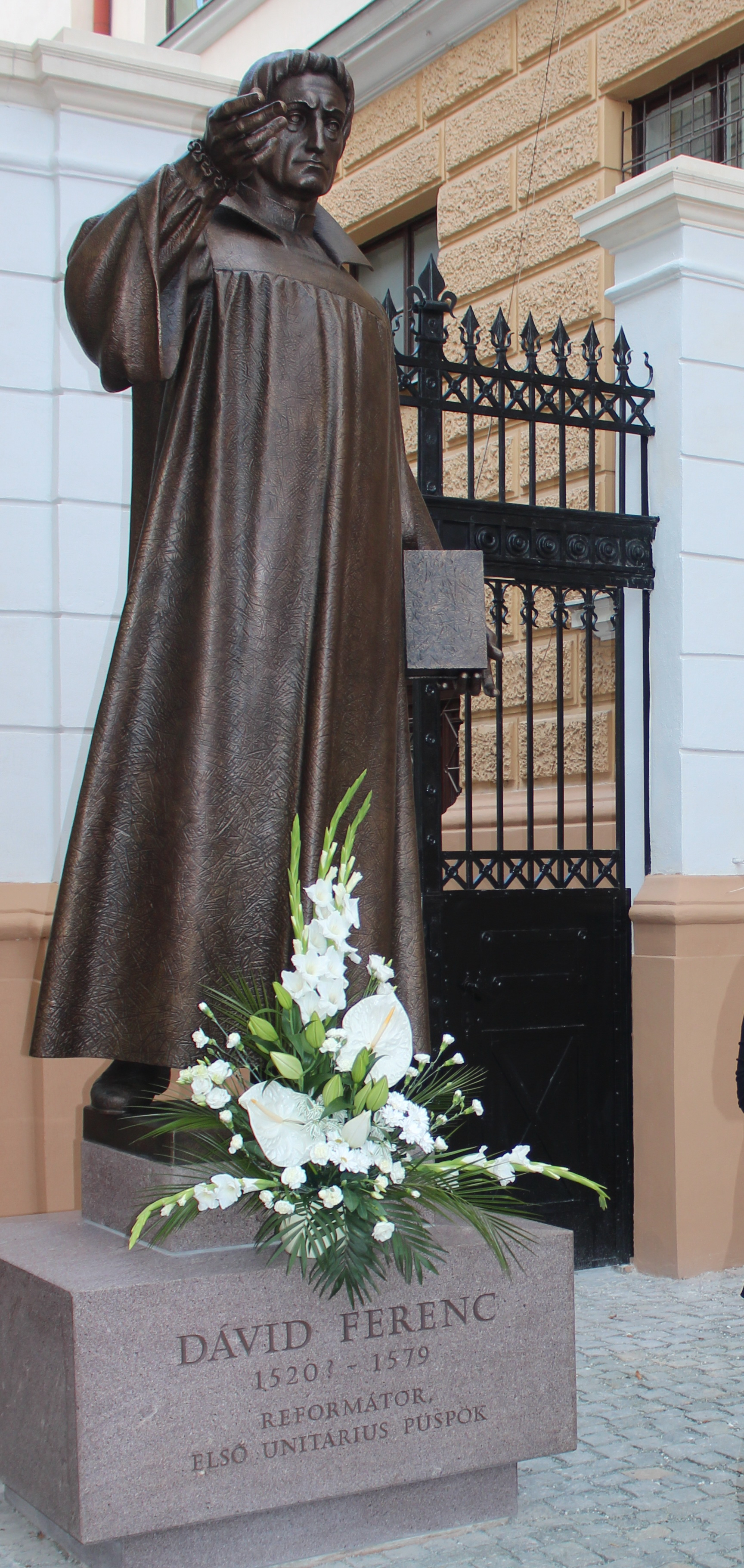
Statuia lui Francisc David din Cluj-Napoca - de Zoltan Gergely

#### Transformarea religioasă din Transilvania
În această perioadă Reforma protestantă găsește teren fertil în afara Sfântului Imperiu și capătă noi valențe odată cu identificarea tot mai mare a micii nobilimi în curentele protestante care au prins avânt în teritoriile maghiare. În 1544 sașii transilvăneni acceptau deja Confesiunea de la Augsburg, iar foști preoți catolici predicau în Transilvania ideile lui Calvin și Zwingli, punând bazele Bisericii Reformate. Ulterior prin eforturile lui Francisc David și edictele de toleranță religioasă pentru bisericile protestante date de Isabella Jagellon în 1557 și Edictul de la Turda din 1568 se pun bazele politice ale bisericilor maghiare protestante din Transilvania - Biserica Evanghelică, Biserica Reformată și Biserica Unitariană. 

#### Disensiunile „naționale”: privilegiile maghiarilor și eforturile austriecilor de dominație
Luptele habsburgilor de recucerire a posesiunilor Imperiului Otoman din Europa Centrală și Balcani au continuat, forțele creștine aliate sub numele de Liga Sfântă au început o serie de conflicte care a culminat cu Al doilea Asediu al Vienei și victoria trupelor imperiale conduse de regele polonez Ioan al III-lea Sobieski, începând o perioadă în care habsburgii împreună cu aliații lor au împins succesiv spre sud otomanii, până la eliberarea aproape completă a teritoriilor revendicate de austrieci în Bătălia de la Zenta din 11 septembrie 1697 și încheierea păcii de la Karlowitz în 1699, care stabilește granița dintre cele două imperii pe cursul râurilor Mureș și Tisa până la vărsarea în Dunăre. Banatul organizat ca Pașalâcul Timișoarei continuă sub ocupație turcească, iar noua forță politică care a înlocuit stăpânirea maghiară din Ungaria și Transilvania a fost cea vorbitoare de germană, majoritar romano-catolică. Pentru zonele unde s-a organizat granița militară, austriecii aveau să exercite control deplin. Casa de Habsburg își consolidează poziția în Transilvania și astfel se impune prin multiple măsuri care atrag nemulțumirea micii nobilimi și țărănimii maghiare. Încercările de restabilire deplină a controlului asupra teritoriilor recuperate a însemnat, inclusiv un avânt dat Contrareformei în Ungaria și Principatul Transilvaniei recent înființat în 1570 cu o anemică încercare de „recatolicizare” care se desfășura concomitent cu acțiunea militară și administrativă pe măsura progresiei către vechile granițe dinainte de 1526. Însă, în 1528 dalmatul Ivan Statilić, avea să devină ultimul episcop catolic al Transilvaniei, care odată cu moartea sa în 1542 lasă scaunul episcopal de Alba-Iulia vacant pentru următorii 55 ani (ocupat titular de către Paul Bornemissza între 1553-1556), urmând ca un episcop rezident să revină în Alba-Iulia doar în 1716.  
Relația dintre nobilimea maghiară și curtea imperială s-a deteriorat pe de o parte datorită înființării Comisiei pentru Noile Achiziții  (Neoacquistica Comissio), care administra teritoriile eliberate, în special nou definita graniță militară unde trupele imperiale dominau fără drept de apel. Această comisie favoriza deosebit de puternic restituirea terenurilor în special către nobilimea fidelă Habsburgilor. 

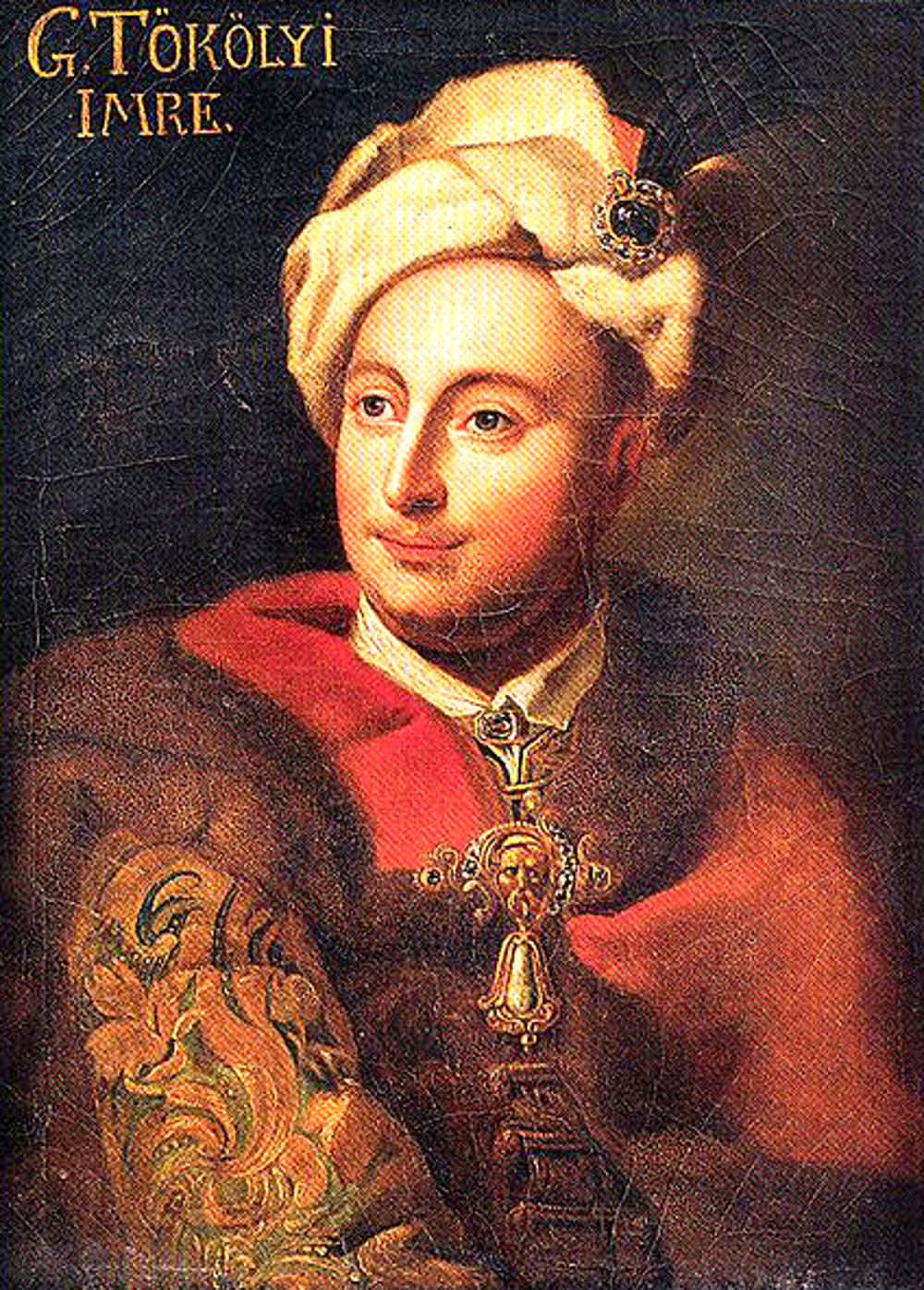
Emeric Thököly

#### Primele revolte ale „curuților”
Cum la finalul secolului al XVI-lea și începutul secolului al XVII-lea rivalitățile între unguri și austrieci pentru controlul Ungariei și implicit a Transilvaniei nu erau stinse, se ridică în nordul Ungariei o revoltă condusă de nobilul Emeric Thököly, care se aliază cu otomanii în conflictul cu austriecii și a ajuns să controleze aproape întregul teritoriu ungar. Prin Diploma Leopoldină din 1690, elaborată de viitorul Cancelar al Transilvaniei Miklós Bethlen, Principatul Transilvaniei intră direct sub autoritate imperială, în detrimentul Coroanei Ungare. Acest transfer de putere către Viena a fost stabilit ca și condiție pentru confirmarea lui Mihai Apafi al II-lea, ca moștenitor de drept al titlului de Principe al Transilvaniei. În contrapartidă Thököly numit de către otomani în scaunul transilvănean, nu reușește să își stabilească influența și în ciuda sprijinului din partea sultanului pleacă în exil în 1691. Astfel Principatul Transilvaniei își păstrează autonomia sub autoritatea imperială, însă acceptă staționarea armatei în scop de protecție, împăratul devine ultima autoritate care confirmă numirile din rândurile transilvănenilor. Renunțarea la integrarea Transilvaniei ca provincie deplin integrată în structura administrativă a Imperiul Habsburgic oferă prin compromis Cancelariei Imperiale pacea dorită în estul teritoriului controlat de Habsburgi și permite concentrarea eforturilor și cheltuielilor către Vest, împotriva francezilor și influenței lui Ludovic al XIV-lea în Europa Centrală.

## Războiul de independență

### Francisc Rákóczi al II-lea
Francisc al II-lea Rákóczi (maghiară II. Rákóczi Ferenc) a fost unul dintre cei mai bogați moșieri din Regatul Ungariei, familia sa fiind inițial parte din mica nobilime maghiară la începutul secolului al XVI-lea cu posesiuni în comitatele de mai târziu Abauj și Zemplen (în Slovacia de astăzi), apoi urcă în importanță prin asocierea cu Principatul Transilvaniei. Francisc al II-lea a fost numit în 1694 főispan sau „comes perpetuus” al comitatului Șaroș . Tatăl său a murit când Rákóczi era un copil, iar mama sa sa căsătorit cu Emeric Thököly în 1682. După ce Thököly a fost învins, mama lui Francisc, Ilona Zrínyi a controlat castelul din Muncaci timp de trei ani, dar în cele din urmă a fost forțată să se predea. După Pacea de la Karlowitz, când mama și tatăl său vitreg au fost trimiși în exil, Rákóczi a rămas la Viena sub supravegherea habsburgilor. Rákóczi s-a împrietenit apoi cu contele Miklós Bercsényi, care avea proprietăți în Transcarpatia la Ujhorod, învecinându-se cu ale lui Rákóczi. Bercsényi a fost o personalitate deosebit de importantă prin prisma posesiunilor sale, al treilea cel mai bogat om din regat (după Rákóczi și Simon Forgách) și care era înrudit cu cea mai mare parte a aristocrației maghiare.

### Intrigi diplomatice și trupe străine în Ungaria și Transilvania

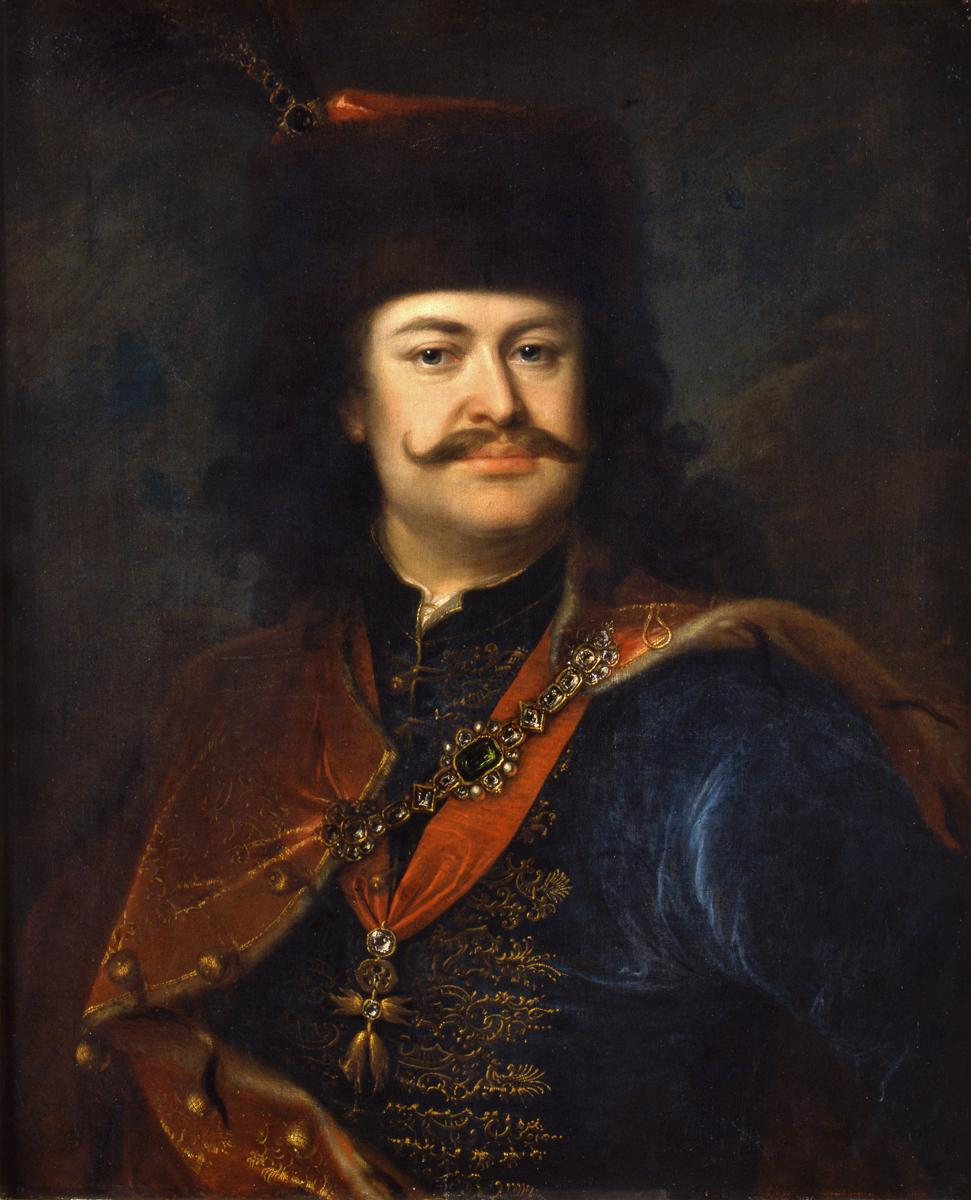
Francisc al II-lea Rákóczi

Pe plan internațional, odată cu moartea ultimului monarh habsburg al Spaniei, problema succesiunii la tronul spaniol a antrenat întreaga Europa într-un conflict mult mai larg cunoscut ca și Războiul Succesiunii Spaniole, care antrena cele două tabere care sprijineau posibilii moștenitori desemnați de Carol al II-lea al Spaniei: Ducele de Anjou sprijinit de Coroana Franceză și Carol, viitorul deținător al tronului imperial, fiul lui Leopold I. După înfrângerea suferită de tabăra otomană care îl obligă pe Thököly să părăsească Transilvania, conducerea răsculaților trece către Francisc al II-lea Rákóczi care se aliază cauzei curuților și încearcă contactul diplomatic cu Ludovic al XIV-lea în vederea sprijinirii ungurilor împotriva dușmanului comun și escaladarea conflictului către o rezoluție definitivă. Căpitanul francez François-Joseph Longueval a fost ales de Rákóczi ca intermediar și nu marchizul de Villars, ambasadorul francez din Viena ale cărui legături cu prințul Eugen de Savoia erau deja cunoscute. În octombrie 1700, Rákóczi l-a instruit pe Longueval să transmită două scrisori, una către Barbezieux, cealaltă către Ludovic al XIV-lea doar că Longueval a informat Curtea de la Viena despre intențiile ungurilor. Rákóczi a fost arestat la 18 aprilie 1701 și întemnițat în cetatea Wiener Neustadt (la sud de Viena), până în 7 noiembrie 1701, când este ajutat să evadeze și fuge spre Polonia unde Bercsényi găsise deja refugiu și era sprijinit de ambasadorul Franței la curtea lui Stanislav Leszczyński, marchizul de Héron și apoi succesorul acestuia marchizul de Bonnac.

### Lupta pentru independență

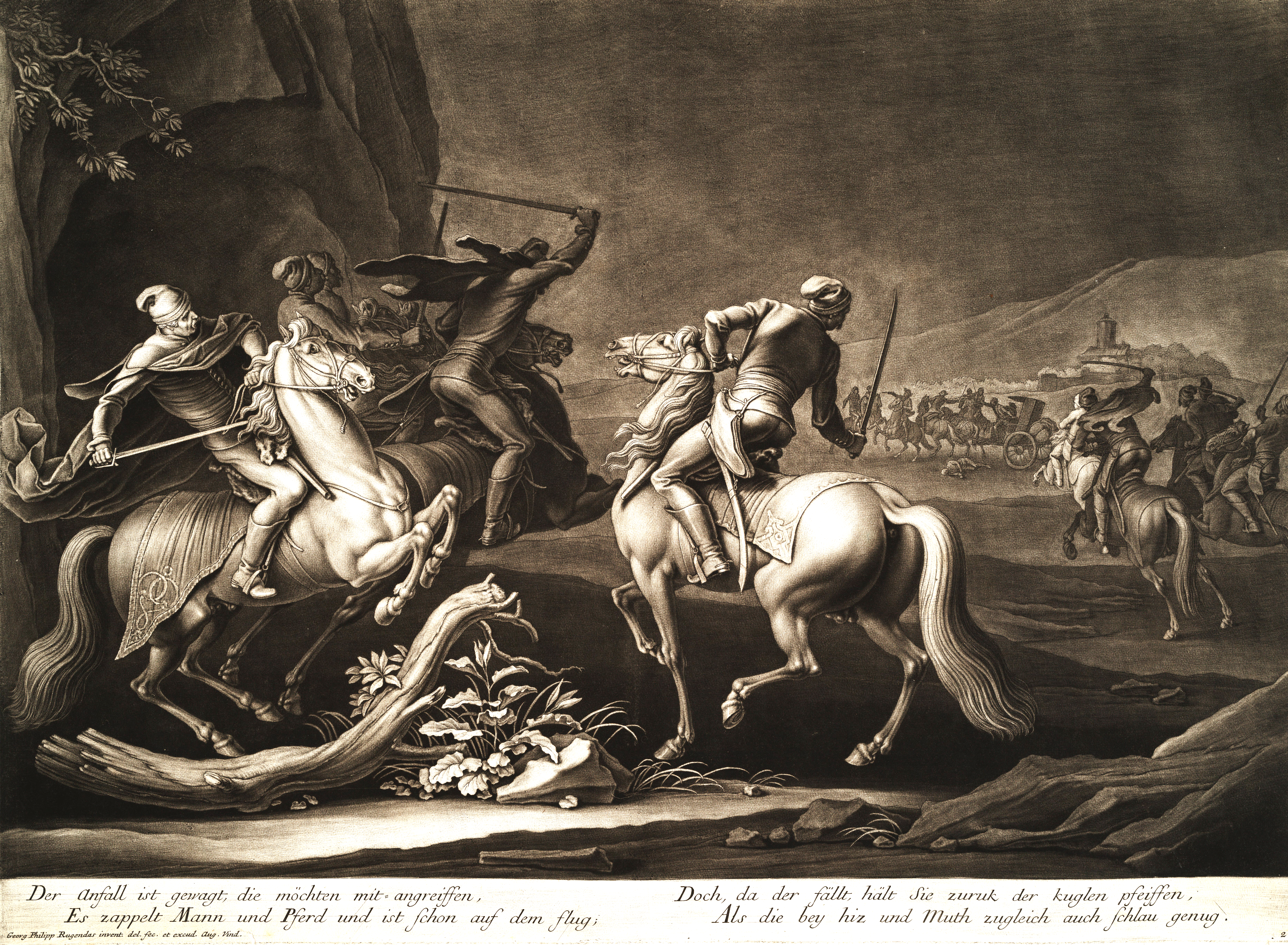
Curuții pregătindu-se să atace poștalionul și călăreții, c. 1705

Trei ani mai târziu, evenimentele care au determinat Războiul de Succesiune Spaniolă a făcut ca o mare parte a forțelor austriece din Regatul Ungariei să părăsească temporar țara, îndreptându-se spre frontul de vest. Profitând de situație, forțele curuților au început o nouă revoltă în jurul Muncaciului, iar Rákóczi a fost rugat să o conducă. A decis să-și investească energiile într-un război de eliberare națională și a acceptat cererea. La 15 iunie 1703, încă în Polonia i-se alătură un grup de aproximativ trei mii de oameni înarmați, conduși de Tamás Esze. Apoi a sosit și Bercsényi, cu fonduri franceze și 600 de mercenari polonezi.
Cea mai mare parte a nobilimii maghiare nu a susținut răscoala lui Rákóczi, pentru că a considerat că nu este decât o rebeliune țărănească. Celebrul apel al lui Rákóczi la nobilimea județului Szabolcs părea a fi în zadar. El a reușit să-l convingă pe Hajdús (războinici țărani emancipați) să-și unească forțele, așa că forțele sale au controlat cea mai mare parte a Regatul Ungariei la est și la nord de  Dunărea până la sfârșitul lui septembrie 1703. El a continuat prin cucerirea Transdanubia curând după.

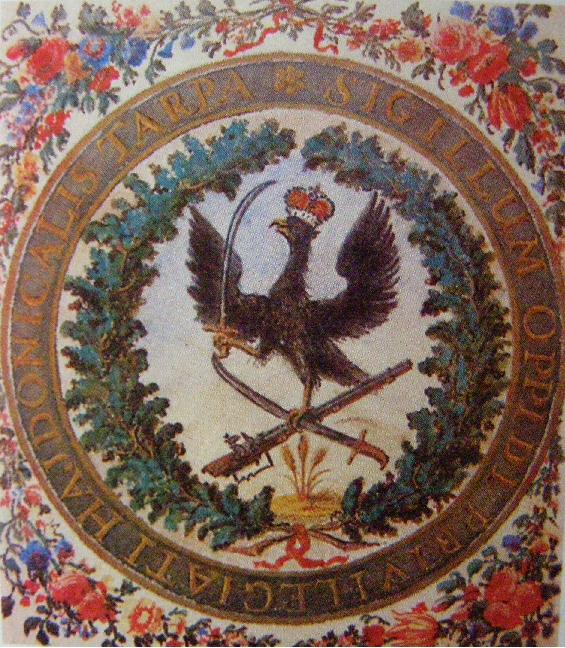
Steagul unei unități de luptă în Războiul pentru Independență.

Întrucât austriecii au fost nevoiți să lupte cu Rákóczi pe mai multe fronturi, s-au simțit obligați să intre în negocieri cu el. Cu toate acestea, victoria forțelor austriece și engleze împotriva unei armate combinate franco-bavareze în Bătălia de la Blenheim din 13 august 1704, a oferit un avantaj nu numai în războiul de succesiune spaniolă, dar a împiedicat și unirea lui Rákóczi. forțelor cu aliații lor franco-bavari.
Acest lucru l-a plasat pe Rákóczi într-o situație militară și financiară dificilă. Sprijinul francez s-a diminuat treptat și a fost nevoie de o armată mai mare pentru a ocupa pământul deja câștigat. Între timp, aprovizionarea armatei actuale cu arme și hrană era peste posibilitățile sale. El a încercat să rezolve această problemă prin crearea unei noi monede pe bază de cupru, care nu a fost ușor acceptată în Ungaria, deoarece oamenii erau obișnuiți cu monedele de argint. Cu toate acestea, Rákóczi a reușit să-și mențină avantajul militar pentru o perioadă – dar după 1706, armata sa a fost forțată să se retragă.
O întâlnire a Dieta maghiară (formată din 6 episcopi, 36 de aristocrați și aproximativ 1000 de reprezentanți ai nobilimii inferioare a 25 de județe), ținută lângă Szécsény (județul Nógrád ) în septembrie 1705, l-a ales pe Rákóczi drept „fejedelem” – prinț (conducător) – al Statelor Confederate ale Regatului Ungariei, pentru a fi asistat de un [[Senat] de 24 de membri. Rákóczi și Senatul au primit responsabilitatea comună pentru conducerea afacerilor externe, inclusiv a negocierilor de pace.
Încurajate de Anglia și Țările de Jos, discuțiile de pace au început din nou la 27 octombrie 1705 între liderii kuruc și Împărat. Operațiunile militare au continuat însă și ambele părți și-au variat strategia în funcție de situația militară. Pe 13 decembrie, forțele Kuruc conduse de János Bottyán i-au învins pe austrieci la Szentgotthárd. O piatră de poticnire a fost suveranitatea asupra Transilvania – niciuna dintre părți nu era pregătită să renunțe la aceasta. Tratatul propus de Rákóczi cu francezii a fost blocat, așa că s-a convins că doar o declarație de independență ar face acceptabil ca diferite puteri să negocieze cu el. În 1706, soția sa (pe care nu o mai văzuse de 5 ani, împreună cu fiii lor József și György) și sora sa au fost ambele trimise ca ambasadori ai păcii, dar Rákóczi a respins eforturile lor în numele împăratului.
La recomandarea lui Rákóczi și cu sprijinul lui Bercsényi, o altă ședință a Dietei desfășurată la Ónod (județul Borsod) a declarat depunerea Casei de Habsburg de pe tronul Ungariei la 13 iunie 1707. Dar nici acest act , nici moneda de cupru emisă pentru a evita inflația monetară, au avut succes. Ludovic al XIV-lea a refuzat să încheie tratate cu prințul Rákóczi, lăsându-i pe unguri fără aliați. A rămas posibilitatea unei alianțe cu Țaratul Rusiei, dar nici aceasta nu s-a materializat.
La Bătălia de la Trenčín (maghiară Trencsén, germană Trentschin, latină Trentsinium, Comitatus Trentsiniensis, astăzi în Slovacia), la 3 august 1708, calul lui Rákóczi s-a împiedicat , și a căzut la pământ, ceea ce l-a lăsat inconștient. Forțele kuruc l-au crezut mort și au fugit. Această înfrângere a fost fatală pentru răscoală. Numeroși lideri Kuruc și-au transferat loialitatea față de Împărat, sperând în clemență. Forțele lui Rákóczi au devenit limitate la zona din jurul Munkács și județul Szabolcs. Neavând încredere în cuvântul lui János Pálffy, care era trimisul împăratului însărcinat cu negocierile cu rebelii, prințul a părăsit Regatul Ungariei pentru Polonia la 21 februarie 1711.

### Participarea sârbilor și altor regaliști

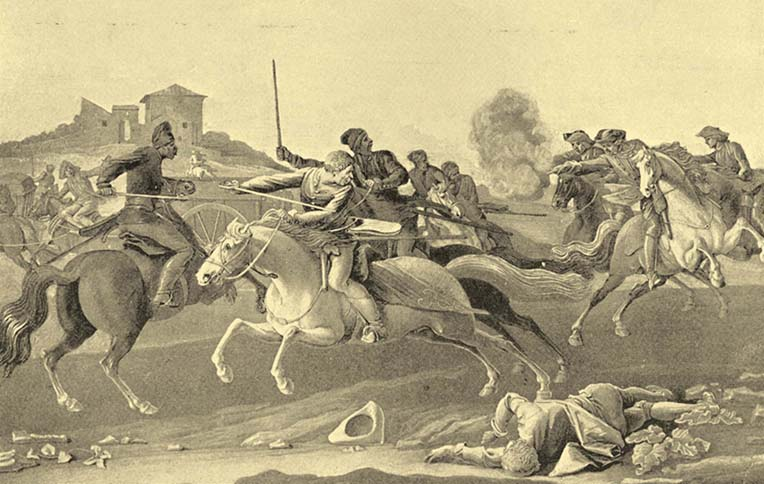
Bătălie între curuți și lobonți.

Sârbii (stabiliți la granițele de sud ale Ungariei în timpul Marilor Migrații Sârbe și protejați de austrieci) au luptat de partea împăratului încă de la începutul războiului. Au fost folosiți ca cavalerie ușoară în armata austriacă și ca colectori de taxe. În timpul celor opt ani de război, satele și orașele maghiare din Marea Câmpie Ungară și Transdanubia au fost arse și jefuite de sârbi, în timp ce în Bácska satele sârbilor au fost arse. Cu toate acestea, au existat câțiva sârbi care au luptat de partea lui Rakóczi împotriva habsburgilor – frontieriștii din Semlak. Conducătorul trupelor curuțe sârbe a fost căpitanul de frontieră Obrad Lalić din Senta.
Croația a sprijinit și Monarhia Habsburgică, astfel că armata croată și contingentele habsburgice au împiedicat ocuparea Croației prin curuți. Forțele croate și sârbe au luptat în Transdanubia și Ungaria Superioară. Sașii transilvăneni s-au distanțat și ei de Rákóczi în 1703. Deși generalul austriac Rabutin a pierdut în Transilvania, el s-a retras în Ținutul Saxon, unde orașele și țăranii sași au dat adăpost armatei habsburgice. În toată Croația au avut loc ciocniri între curuți și armata habsburgo-saxonă.

## Asistență daneză
Regatul Danemarcei a furnizat anual regimente de cavalerie și infanterie. Armata habsburgică a staționat aceste regimente daneze în Ungaria, iar soldații danezi au luptat împreună cu armata habsburgică împotriva maghiarilor (curuți) și aliaților acestora. Forțele daneze au luptat în Ungaria de Est și Transilvania (Bătălia de la Jibou).

## Mercenarii și minoritățile din armata curuților
În 1703 minoritatea rusină s-a alăturat revoltei, dar înainte de aceasta, între 1690 și 1702, rusinii i-au sprijinit pe unguri împotriva soldaților austrieci. Tot în timpul conflictului, slovacii au luptat pentru Rákóczi. În armata curuților existau comandanți slovaci și câteva forțe ale curuților erau complet slovace. În Transilvania numeroși haiduci români s-au alăturat curuților. De asemenea, câteva sute de mercenari din Valahia și Moldova au luptat în armata lui Rákóczi.
Zeci de voluntari și mercenari polonezi au venit din Polonia, de asemenea mulți soldați  ucraineni și tătari, care i-au susținut pe curuți. De mai multe ori Rákóczi a cerut ajutor de la Polonia și s-a străduit să recruteze mai mulți soldați polonezi. În ținuturile sașilor din Spiš (țipțeri) aceștia, precum și unele grupuri de dezertori din armata imperială, s-au alăturat de partea lui Rákóczi. Au fost completați de mercenari germani. Armata curuților a folosit, de asemenea, comenzi și jurăminte atât în limba slovacă, cât și în limba germană, deoarece erau atât de mulți germani și slovaci care serveau în armata curuților.
Slovenii maghiari din județele Murska Sobota, Lendava și Szentgotthárd s-au alăturat luptei împotriva soldaților habsburgi, deoarece forțele stiriene au căutat de mai multe ori în satele slovene.
Câteva sute de soldați suedezi s-au desprins de Bătălia de la Poltava, Benderi și Polonia din Ungaria. În 1710, Rákóczi ia admis pe suedezi în armata demoralizată a curuților. Armata maghiară-poloneză-suedeză-franceză a fost aproape de victorie împotriva austriecilor în Bătălia de la Romhány, dar ultima dintre forțele lui Rákóczi a fost zdrobită în cursul contraatacului austriac.
Armata lui Rákóczi includea și bulgari, lituanieni, tătarii din Crimeea și otomani.